# ルールシュタディオン
ヴォノヴィア・ルーアシュターディオン（Vonovia Ruhrstadion）は、ドイツ・ボーフムにあるスタジアム。正式名称はルーアシュターディオン（Ruhrstadion）。

## 歴史
1911年、SuSボーフムによりグラウンドを開設。当時は500人収容の小さなスタジアムであった。1922年に、地域工業化の影響もあり、50,000人収容に拡大化、同年にドイツ代表戦（ハンガリー戦）が行われた。1979年に大幅改造。現在のスタジアム・キャパシティは29448名である。
2006年にレヴィルパワーが命名権を取得しレヴィルパワーシュターディオンとなった（FIFA女子ワールドカップ期間中は「FIFA女子ワールドカップスタジアム・ボーフム」と呼ばれていた）。2016年にヴォノヴィアが命名権を取得し、ヴォノヴィア・ルーアシュターディオンと名称が変更された。
特徴は
1. サッカー専用スタジアム
2. 全席屋根
3. 全席グラウンドまで30m以内
4. 柱が視野を妨害しない構造

である。